# سيباستين روسو
سيباستين روسو (بالإنجليزية: Sebastien Rousseau) هو سباح جنوب أفريقي، ولد في 10 سبتمبر 1990 في ساندتون في جنوب أفريقيا.

## وصلات خارجية
- سيباستين روسو على موقع الاتحاد الدولي للسباحة (الإنجليزية)
- سيباستين روسو على موقع أوليمبيديا (الإنجليزية)
- سيباستين روسو على موقع اتحاد ألعاب الكومنولث (مؤرشف) (الإنجليزية)